# Daniel Alfons von Sandoz-Rollin
Daniel Alfons von Sandoz-Rollin (1740-1809) – pruski dyplomata.
W latach 1784–1795 pruski minister pełnomocny w Madrycie. 21 października 1791 oznajmił na dworze hiszpańskim, że skoro cesarz Leopold II Habsburg nie zmierza kwestionować konstytucji, którą we Francji podpisał Ludwik XVI, to rząd berliński czuje się zwolniony ze wszystkich ustaleń w sprawie wydarzeń we Francji.